# Villers-lès-Guise
 Villers-lès-Guise  es una población y comuna francesa, en la región de Picardía, departamento de Aisne, en el distrito de Vervins y cantón de Guise.

## Demografía
| 254 | 250 | 199 | 195 | 203 | 182 | 172 | 168 | 166 |
| Para los censos de 1962 a 1999 la población legal corresponde a la población sin duplicidades (Fuente: INSEE [Consultar]) |     |     |     |     |     |     |     |     |